# 藤岡友香
TOMOKA.（トモカ 1983年9月28日- ）は日本のシンガーソングライター。香川県三豊市出身。2022年4月まで本名の藤岡友香(ふじおかともか)名義で活動していた。

## 来歴
幼少期より海外のR&B・Soulシンガーの楽曲を好んでいた。小学4年生の時に歌手になると決意を固める。高校卒業と同時に渡米、メリーランド州立大学音楽学部声楽科に学ぶ。
2009年、日本テレビ系オーディション番組「歌スタ!!」にて、出場者2000人のなか選出され優勝。これを機に日本国内での音楽活動を活発化させる。T-SQUAREのゲストヴォーカルとして活動していた時期もある。
2010年5月、サンポートホール高松にて初ソロコンサートを開催。
2016年、サッカー「カマタマーレ讃岐」の公認応援ソングを歌唱している。
2016年4月2日、FM香川にて自身の冠番組「藤岡友香の元気はキから！」（毎週土曜日 20:25-20:55）がスタート。

## 人物
米国留学で身につけた4オクターブの歌声と明るいキャラクターでライブに定評がある。

## ディスコグラフィー

### アルバム
- T
- LOVE
- This is not a Love Song
- DIVERSITY

### シングル
- Don't Give Up! 〜命がある限り〜 2013 ver.
- ひびきの羽
- サクラミチ